# История почты и почтовых марок Крита
История почты и почтовых марок Крита подразделяется на периоды, соответствующие почтовым системам государств, в составе которых находился Крит (Османская империя, Греция), включая период существования Крита в качестве автономной провинции в составе Османской империи, во время которого осуществлялась собственная эмиссионная политика относительно почтовых марок (1898—1913), а также действовали иностранные почтовые отделения.

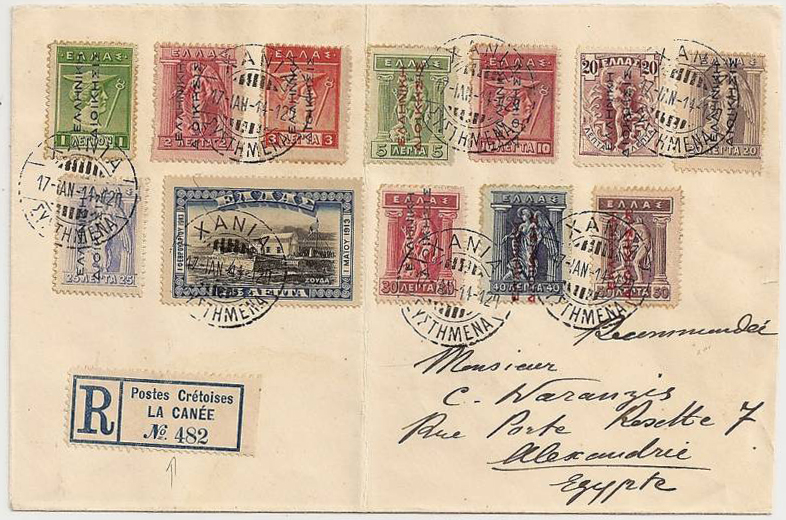
Почтовый конверт отправленный из Ханьи (Крит) в 1914 году, франкированный марками Греции для оккупированных районов Турции

## Развитие почты
Находившийся под турецким господством с 1715 года Крит, стремился к объединению с Грецией. В этот период на острове функционировала османская почта. В 1896 году на острове произошло восстание греческого населения, после которого здесь была установлена международная администрация — Великобритании, Италии, России и Франции. В 1898 году Крит стал автономной провинцией, под названием «Критское государство», в составе Османской империи, и на этом этапе на острове работали иностранные почтовые отделения.
В октябре 1908 года Национальное собрание проголосовало за объединение Крита с Грецией. 30 мая 1913 года Крит был присоединён к Греции, и с этого момента на острове стала действовать греческая почта.

## Выпуски почтовых марок

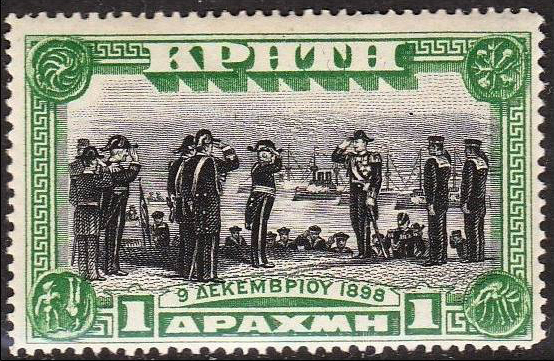
Последняя марка Критского государства оригинального рисунка, 1907(Mi #29)

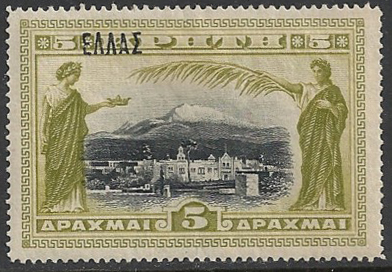
Почтовая марка Критского государства второй стандартной серии с надпечаткой «ΕΛΛΑΣ», 1908(Mi #40)

Первая серия из девяти стандартных марок Крита с рисунками на мифологические сюжеты (Гермес, Гера, король Минос и пр.) и портретом греческого принца Георга, являвшегося верховным комиссаром острова, поступили в обращение в марте 1900 года. На миниатюрах высоких номиналов была сделана надпечатка греч. «ПРОΣΩPINON» («Временно»), так как из-за конкуренции с иностранными почтовыми администрациями они продавались ниже номинала. В 1901 году эти марки были переизданы без надпечатки.
В 1901 году в качестве почтовой использовалась налоговая марка.
В феврале 1905 года была выпущена вторая серия, так же состоявшая из девяти марок. На миниатюрах были изображены мифологические сюжеты (мать богов Кибела, Бритомартида, Телефос и пр.), портрет принца Георга, а также развалины Кносского дворца и монастырь Аркадион на фоне горы Иды.
В августе 1907 года вышли две последние марки Крита оригинальных рисунков. На них были запечатлены портрет нового верховного комиссара острова Александроса Заимиса и прибытие принца Георга в форт бухты Суда 9 декабря 1898 года.
В сентябре 1908 года, после принятия решения об объединении Крита с Грецией, марки прежних выпусков были снабжены надпечаткой «ΕΛΛΑΣ» («Греция»). Выпуск марок с этой надпечаткой продолжался вплоть до 1910 года.
В 1913 году, после присоединения Крита к Греции, в обращение на острове поступили греческие марки, предназначавшиеся для оккупированных районов Турции, а затем марки Греции.
На остатках марок Крита в 1922 году была сделана надпечатка текста «ЕПАNAΣTAΣIΣ 1922» («Революция 1922») и нового номинала (марка Греции (Mi #256)). Они использовались во всех почтовых отделениях Греции и были полностью израсходованы в 1923 году.

### Выпуски повстанцев
В 1905 году критская организация Революционная ассамблея, руководимая Э. Венизелосом, начала восстание. Восставшие требовали присоединения острова к Греции. В сентябре 1905 года Революционная ассамблея, базировавшаяся в небольшой деревне Ферисо (Θέρισο), выпустила собственную серию из пяти марок с изображением статуи «Победы Пеония». В октябре в обращение поступила новая серия из шести марок, на которых были изображены символическая фигура Крита в рабстве и портрет короля Греции Георга I. Третья серия из трёх марок с изображением карты Крита не вышла в обращение, так как восстание было подавлено. На марках восставших были надписи «ΠΡΟΣΩΡΙΝΗ ΚΥΒΕΡΝΗΣΙΣ ΚΡΗΤΗΣ» («Временное правительство Крита») или «ΠΡΟΣΩΡΙΝΗ ΚΥΒΕΡΝΗΣΙΣ» («Временное правительство»). Эти марки имели хождение только на территории, занятой повстанцами.
| Выпуски почтовых марок Революционной ассамблеи (1905) | Выпуски почтовых марок Революционной ассамблеи (1905) | Выпуски почтовых марок Революционной ассамблеи (1905) | Выпуски почтовых марок Революционной ассамблеи (1905) |
| ----------------------------------------------------- | ----------------------------------------------------- | ----------------------------------------------------- | ----------------------------------------------------- |
|                                                       |                                                       |                                                       |                                                       |
| Первая марка (Mi #1)                                  | Марка из второй серии (Mi #9)                         | Последняя марка (Mi #11)                              | Не вышедшая в обращение (Mi #III)                     |

## Другие виды почтовых марок

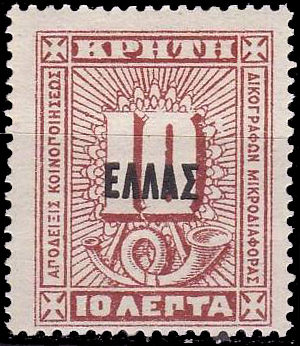
Служебная марка Критского государства, 1908(Mi #3)

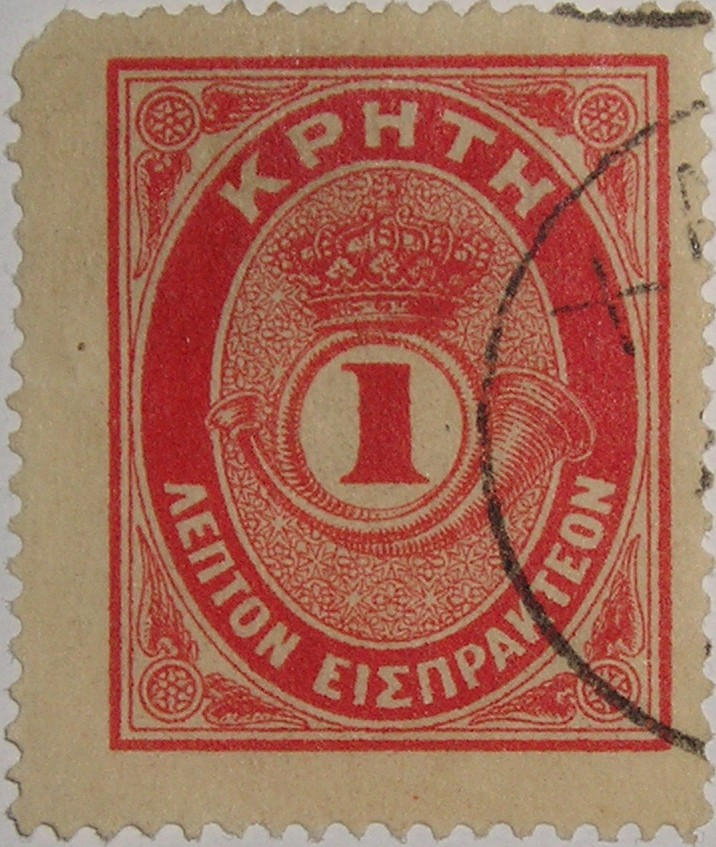
Первая доплатная марка Критского государства, 1901(Mi #1)

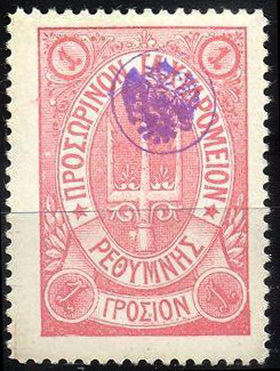
Марка русской почты на Крите четвёртого выпуска, 1899(Sc #38)

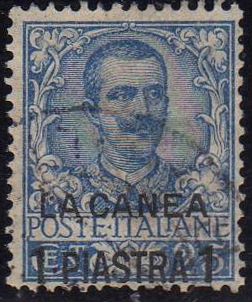
Марка итальянской почты на Крите, 1901(Mi #2)

### Доплатные
Первая серия из восьми доплатных марок Крита вышла в феврале 1901 года. На миниатюрах были изображены коронованный почтовый рожок и цифра номинала. В сентябре 1908 и апреле 1910 года эти марки были снабжены надпечаткой «ΕΛΛΑΣ».

### Служебные
Первые служебные марки Крита, предназначавшиеся для судебных инстанций, вышли в январе 1908 года. На них были изображены цифра номинала и почтовый рожок. В 1908 и 1910 году марки снабдили надпечаткой «ΕΛΛΑΣ».

## Надпечатки на почтовых марках Крита
Первая надпечатка на собственных выпусках Крита была сделана в марте 1900 года. На пяти номиналах в двух вариантах (красный и чёрный цвет) надпечатано слово греч. ΠΡΟΣΩΡΙΝΟΝ («Временный»). Провизорная надпечатка являлась локальным выпуском, продавались в конкуренции с марками иностранных почтовых отделений на Крите, но ниже указанного номинала. Имела хождение до 1 октября 1903 года.
Последняя надпечатка сделана 15 июня 1923 года на 45 почтовых и доплатных марках. Надпечатано слово «ΕΠΑΝΑΣΤΑΣΙΣ 1922» («Революция») в честь Греческой революции 1922 года, которая привела ко второму отречению от престола царя Константина I. Надпечатка наносилась в Национальной типографии в Афинах с указанием нового номинала в греческих лептах («ΛΕΠΤΑ») или драхмах («ΔΡΑΧΜΗ»).
За весь период было произведено 118 каталогизированных надпечаток (каталоги Michel и Scott), из них 57 — в связи с изменением государственного строя, 45 — памятных, 14 — провизорных, 2 — изменения номинала марки.

## Иностранные почтовые отделения
В конце XIX — начале XX веков на территории Крита действовали пять иностранных отделений почтовых служб:
- Австро-Венгерская почтовая служба. Почтовые отделения были открыты в городах Ханья, Кандия (Ираклион; совместно с Францией) и Ретимнон с 1845 по 1914 год. С 1903 по 1914 год выпускались собственные марки. Денежная единица австрийской почты на Крите — 1 франк = 100 сантимам.
- Британская почтовая служба. В британской зоне оккупации Крита собственная почтовая служба существовала с 1898 по 1899 год в Ираклионе. Было выпущено пять почтовых марок с надписями на греческом языке. Денежная единица британской почты на Крите — 1 оттоманский пиастр = 40 пара.
- Итальянская почтовая служба. Почтовое отделение существовало в Кании (Ханья) с 16 января 1900 по 31 декабря 1914 года. С июля 1900 по 1912 год выпускались почтовые марки, представляющие собой надпечатку текста итал. «La Canea» (Кания) и частично нового номинала на марках Италии. Всего выпущено 20 почтовых марок. Денежная единица итальянской почты на Крите − 1 оттоманский пиастр = 40 пара (1900), 1 лира = 100 чентезимо (1906).
- Русская почтовая служба. В русской зоне оккупации Крита в Ретимноне собственная почтовая служба существовала с 13 мая по 29 июля 1899 года. Выпускались почтовые марки оригинальных рисунков. Всего было напечатано 37 марок, которые вышли в 4 выпусках. Денежная единица русской почты на Крите — 1 гросион = 1 оттоманский пиастр = 4 металлика.
- Французская почтовая служба. Почтовые отделения были открыты в городах Ханья, Ретимнон, Кандия, Сан-Николо (Агиос-Николаос), Сития и Иерапетра. Три последние закрылись в 1899 году, остальные в 1914 году. С 1902 года выпускались собственные марки. Денежная единица французской почты на Крите — 1 французский франк = 100 сантимам (1902), 1 оттоманский пиастр = 40 пара (1902)[1][2][4].

Также на Крите в городах Ханья, Ретимнон и Ираклион работали греческие почтовые отделения за границей. Они закрылись в 1881 и 1885 годах.